# 阿达姆吉·哈吉·达乌德
阿达姆吉·哈吉·达乌德·巴瓦尼爵士（1880年6月30日—1948年1月27日） 是一位英属印度和巴基斯坦的商人，他创立了阿达姆吉集团。他也是一名政治家，为巴基斯坦的建国元老之一。他还是一位热心的教育家和慈善家。他负责资助和帮助英属印度和巴基斯坦的一些教育机构。

## 早年
阿达姆·达乌德于1880年出生在英属印度卡提阿瓦半岛杰德布尔（今属于印度的古吉拉特邦）的一个古吉拉特人穆斯林家庭。 在他十几岁的时候，他冒险去了缅甸，开始以独立商人的身份经营。他职业生涯的头几年是在大米、为家庭炉子点火的火柴盒制作和黄麻贸易中度过的。
到1922年，达乌德在大宗商品市场积累了充足的资源和强大的影响力，使他能够在仰光建立了他的第一个工业企业——一家火柴厂。1927年，他回到印度，在加尔各答建立了一个黄麻厂。这家有限责任公司是第三家由印度人建立的黄麻厂，也是英属印度第一家穆斯林拥有的上市公司。为了抓住这个新兴的利基市场，他选择和甘夏姆-达斯·比尔拉先生一起合作，闯入了这个由东印度公司控制的垄断行业。并垄断了当地的黄麻市场。

## 政治生涯
到20世纪40年代，达乌德已经成为印度和缅甸商界的杰出人物。他的贡献得到了穆罕默德·阿里·真纳的认可，他俩成为了朋友，真纳任命他为穆斯林联盟的顾问，最终导致了巴基斯坦的建立。达乌德说服了许多古吉拉特穆斯林社区的移民到巴基斯坦。带着这一愿景，应真纳的要求，他还与米尔扎·艾哈迈德·伊斯帕哈尼一起成立了两个主要机构，即穆斯林商业银行有限公司和巴基斯坦国际航空的前身东方航空有限公司。这样做的目的是帮助移民进程，为穆斯林提供前往巴基斯坦的交通工具，并在新国家巴基斯坦建立银行设施。

## 晚年
巴基斯坦成立后，阿达姆·达乌德和他的儿子们在东巴(现在的孟加拉国)和西巴都建立了企业。
1947年8月27日，真纳的财务团队向达乌德寻求帮助，因为印度没有发放应支付给巴基斯坦的那部分资金。因此，新成立的巴基斯坦陷入了财政困境。阿当·达乌德以他所有的工业资产和个人财富为抵押，使这个国家成功地处理了金融危机。
1948年1月巴基斯坦财政困难后，真纳邀请他参与讨论建立巴基斯坦国家银行的话题，正是在这次会议期间，他心脏病发作，后来于1948年1月27日晚去世。真纳表示，他的去世将在穆斯林商界留下一个很难填补的真空。真纳称这是对巴基斯坦的“国家损失”，称赞达乌德是一名忠诚的穆斯林，“在我们为巴基斯坦的斗争中做出了巨大的贡献。”

## 纪念
- 为了表彰他为同胞所做的贡献，英国政府于1938年6月授予达乌德“爵士”称号。[7]
- 巴基斯坦政府于1999年8月14日为阿当·达乌德爵士发行了一枚题为《自由先锋》的邮票。[5]
- 阿达姆吉政府理工学院以他的家族命名。